# وسط البلد (القاهرة)

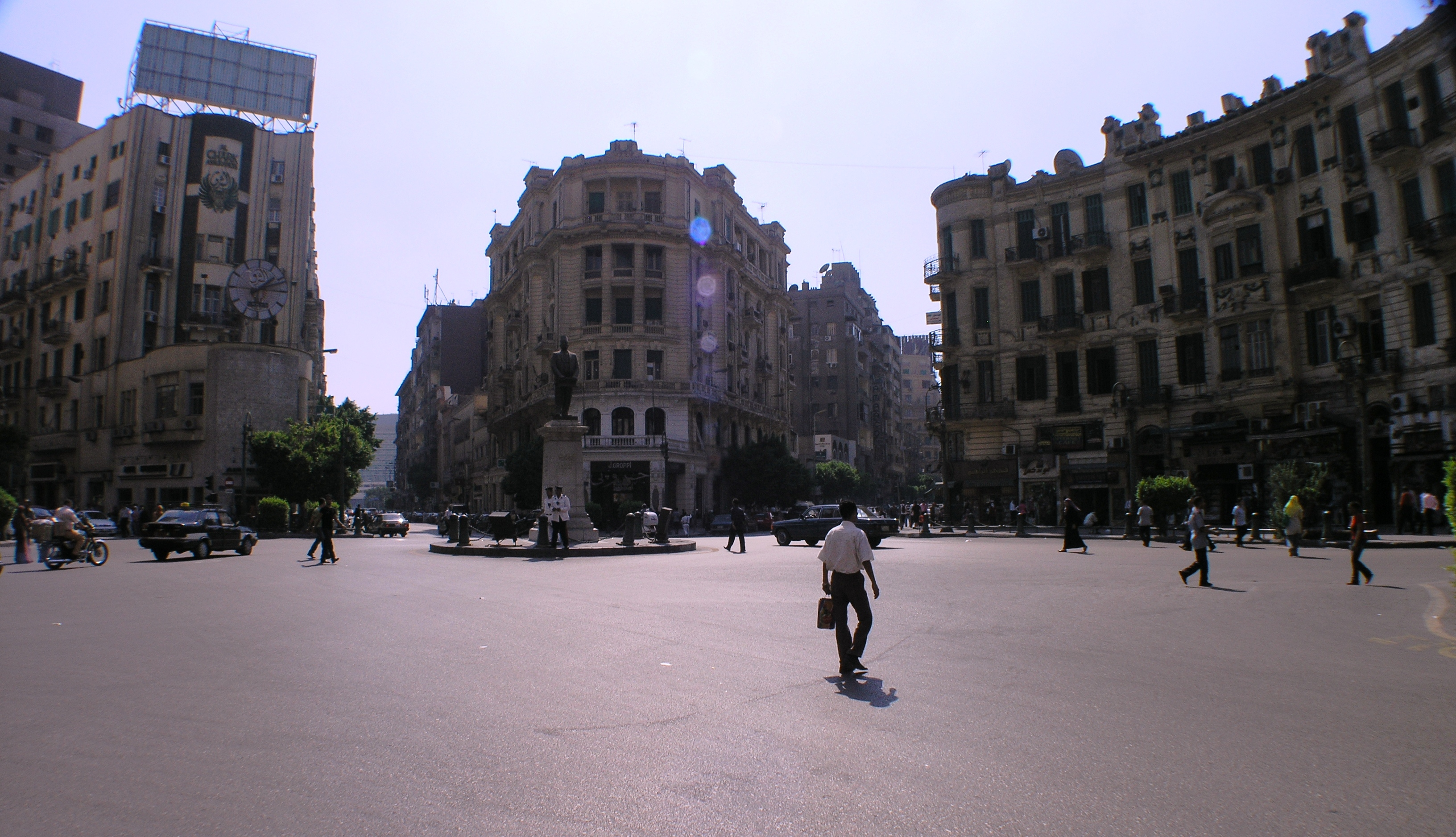
ميدان طلعت حرب (ونرى فيه تمثال رجل الأعمال المصري المعروف طلعت حرب). هو من أشهر ميادين وسط القاهرة، وتلتقي فيه مجموعة من الشوارع مثل شارع طلعت حرب (شارع سليمان باشا سابقاً)، وشارع قصر النيل.

خريطة منطقة وسط البلد

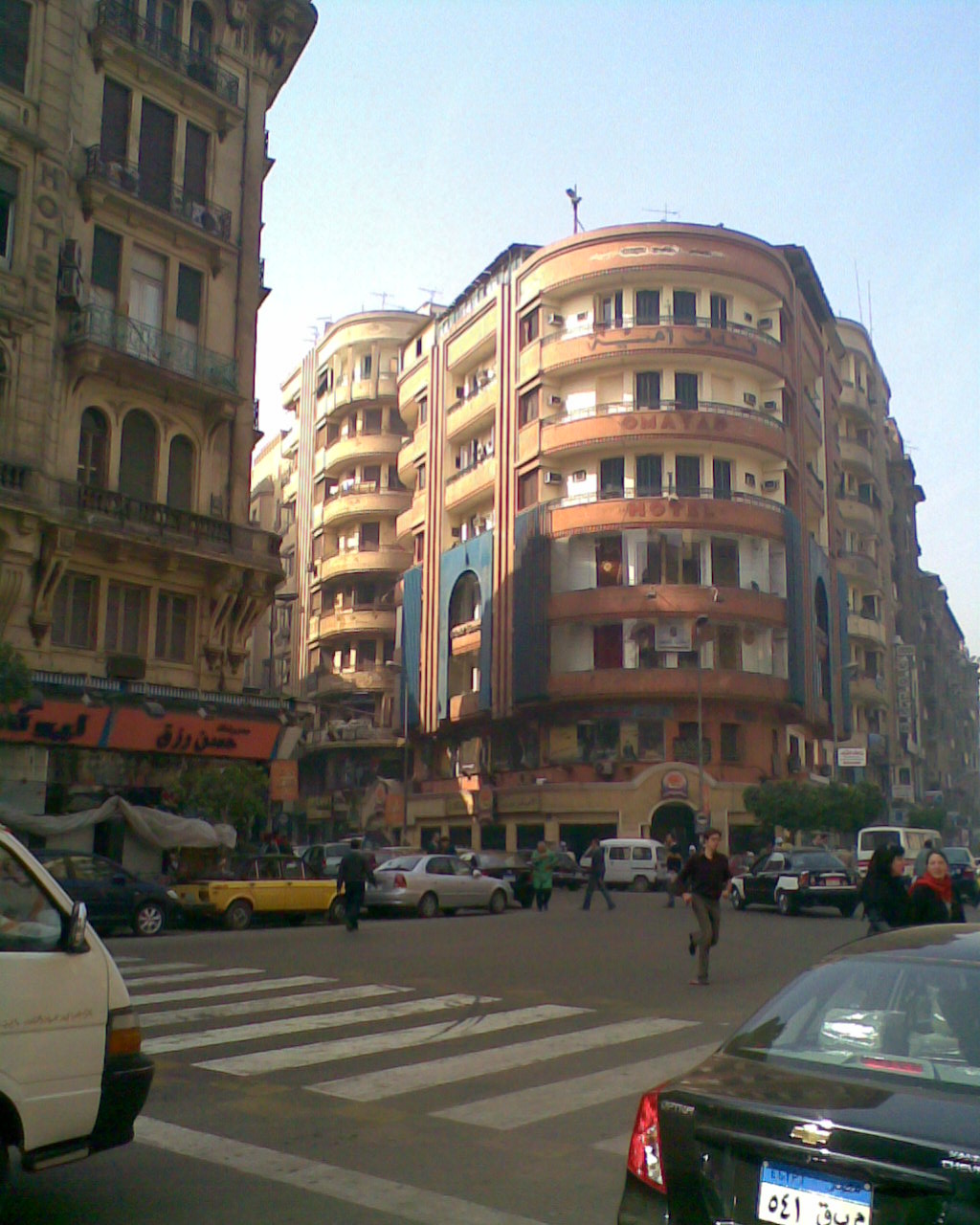
ميدان عرابي بداية شارع أحمد عرابي المتجه شمالا

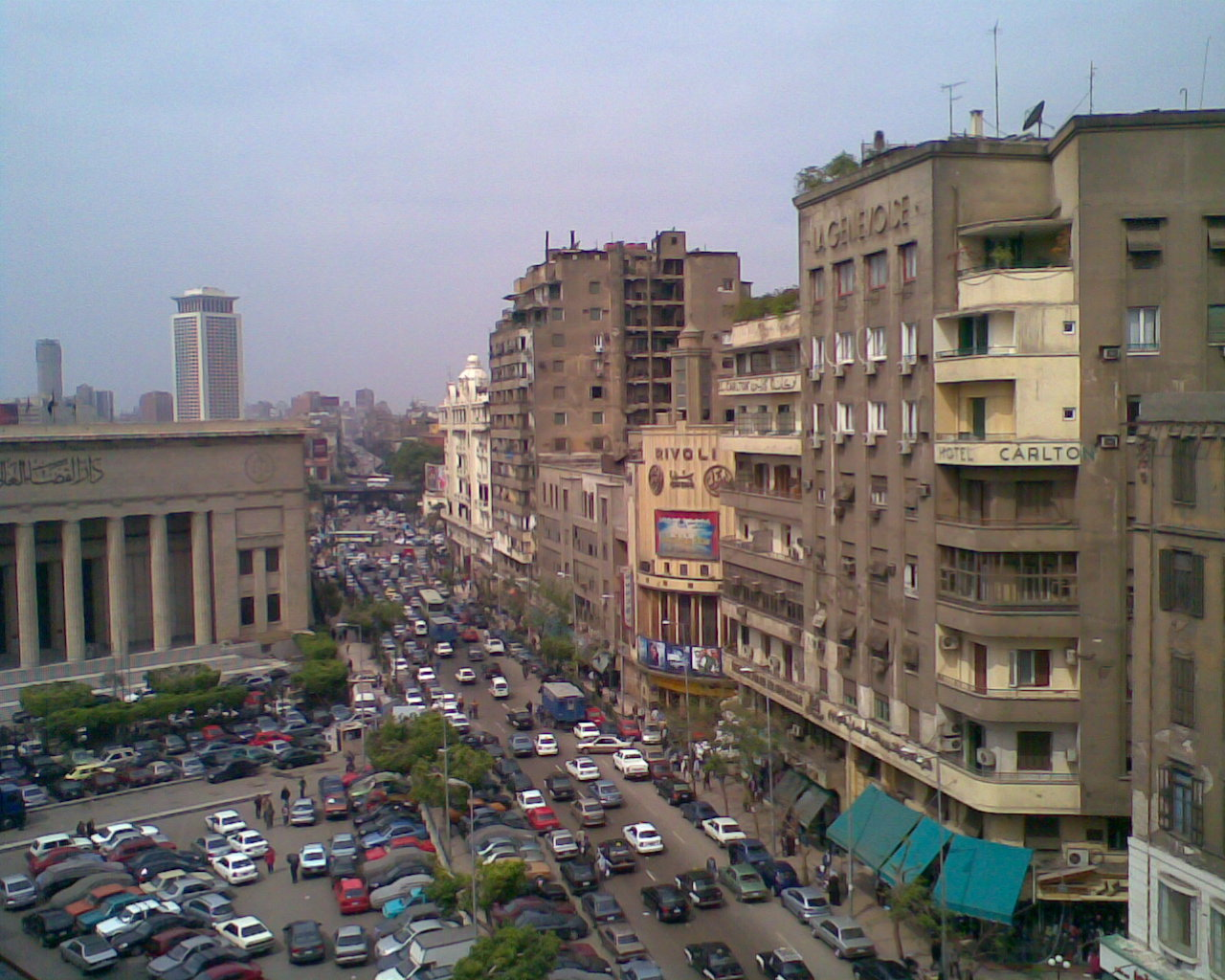
شارع 26 يوليو (شارع فؤاد الأول سابقاً)، وسط القاهرة.

وسط القاهرة (أو وسط البلد كما يعرفها أهلها)، هي القلب التجاري لمدينة القاهرة عاصمة مصر، وتشمل أحياء : وسط القاهرة - الدرب الأحمر- الموسكي - الخليفة - المقطم - باب الشعرية - السيدة زينب. من أقدم أحياء القاهرة وارقاها تخطيطا وعمارة بناها الخديوي إسماعيل ابان افتتاح قناة السويس لتكون واجهة مشرفة لمصر وتم تخطيطها وتصميمها على أحدث الطرز الأوروبية المعمارية وتم ادخال الاضاءة في شوارعها قبل أن تدخل شوارع باريس[بحاجة لمصدر].
تضم منطقة وسط القاهرة والقاهرة التاريخية حوالي 537 مبنى أثريا مسجلا في التراث العالمي ومنطقة اليونسكو، وتحيط بها من جميع الاتجاهات أحياء القاهرة الكبرى الأخرى. القاهرة التاريخية - يونسكو. 